# Teddy Tahu Rhodes

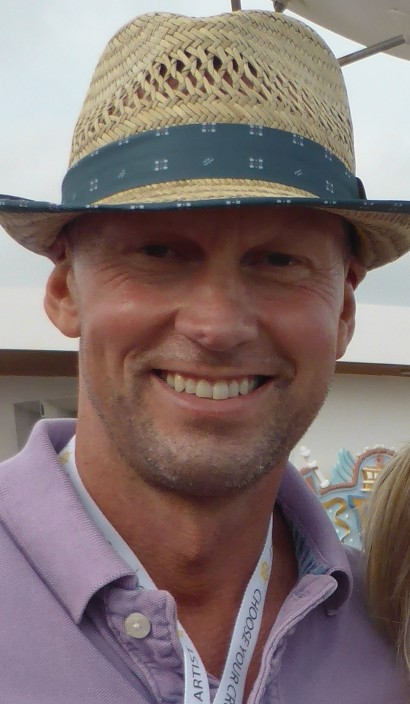
Teddy Tahu Rhodes, 2014

Teddy Tahu Rhodes (30 de agosto de 1966, Christchurch, Nueva Zelandia) es un barítono neozelandés.

## Biografía
De madre británica y padre neozelandés (la palabra "Tahu" de origen maorí fue agregada al apellido cuando la familia se estableció en la isla) , sus padres se divorciaron y él creció con su madre
Integró el New Zealand Youth Choir, ganando en 1986 el concurso Dame Sister Mary Leo Scholarship y estudiando en la University of Canterbury de Christchurch. En 1991 fue becado para estudiar en la Guildhall School of Music and Drama de Londres.
Retornó a su país y en 1998 debutó como Dandini en La Cenerentola para Opera Australia, representando a NZ en el BBC Cardiff Singer of the World competition.
De activa participación en óperas contemporáneas ha actuado en The End of the Affair y Dead Man Walking  de Jake Heggie, El principito de Rachel Portman, Spell of Creationy Fix. Además de Un tranvía llamado deseo; Al Kasim en L'Upupa und der Triumph der Sohnesliebe de Hans Werner Henze; Antony and Cleopatra de Samuel Barber.
Destacado intérprete de Mozart en Guglielmo, Papageno y Don Giovanni; y Benjamin Britten en Billy Budd ; Lescaut en Manon Lescaut entre otros papeles.
Actúa regularmente en el Metropolitan Opera, San Francisco Opera, Washington National Opera, Houston, Hamburgo, Bayerische Staatsoper, Théâtre du Châtelet, Ópera de Santa Fe, New York City Opera, etc.
Rhodes substituyó en 2010 al polaco Mariusz Kwiecien como Escamillo en Carmen para la transmisión televisiva del Metropolitan Opera
Casado en primeras nupcias entre 1989 y 1996, en 2008 se casó con la mezzosoprano Isabel Leonard.